# Konstantin Rudniew
Konstantin Nikołajewicz Rudniew (ros. Константин Николаевич Руднев, ur. 9 czerwca?/22 czerwca 1911 w Tule, zm. 13 sierpnia 1980 w Moskwie) – radziecki inżynier i polityk, wicepremier ZSRR (1961–1965), Bohater Pracy Socjalistycznej (1961).

## Życiorys
W 1928 skończył szkołę średnią, pracował jako elektromonter, 1930-1935 studiował w Tulskim Instytucie Mechanicznym, następnie pracował w Centralnym Biurze Konstruktorskim Tulskich Zakładów Zbrojeniowych, w październiku 1941 ewakuowanego do Miednogorska; został tam głównym inżynierem. W latach 1943–1947 dyrektor fabryki nr 314 w Miednogorsku, 1947–1948 dyrektor Instytutu Naukowo-Badawczego Ministerstwa Uzbrojenia ZSRR (technika rakietowa), 1948–1950 członek Kolegium i szef 5 Głównego Zarządu Ministerstwa Uzbrojenia ZSRR, od lutego 1952 zastępca ministra uzbrojenia ZSRR, a od marca 1953 zastępca ministra przemysłu obronnego ZSRR. Od 1957 zastępca przewodniczącego Państwowego Komitetu ZSRR ds. Techniki Obronnej, od marca 1958 przewodniczący Państwowego Komitetu przy Radzie Ministrów ZSRR ds. Techniki Obronnej – minister ZSRR. Głównym zadaniem komitetu było utworzenie uzbrojenia rakietowego i systemów kosmicznych ZSRR. Rudniew był przewodniczącym państwowej komisji testów wszystkich rakiet balistycznych i systemów kosmicznych; odegrał dużą rolę przy przygotowaniu statku Wostok 1 do lotu Gagarina 12 kwietnia 1961. Od czerwca 1961 do października 1965 zastępca przewodniczącego Rady Ministrów ZSRR, przewodniczący Państwowego Komitetu Rady Ministrów ZSRR ds. Koordynacji Prac Naukowo-Badawczych, od października 1965 minister budowy przyrządów, środków automatyzacji i zarządzania systemem ZSRR. Deputowany do Rady Najwyższej ZSRR od 6 do 10 kadencji. Od 1961 członek KC KPZR. Pochowany na Cmentarzu Nowodziewiczym.

## Odznaczenia
- Medal Sierp i Młot Bohatera Pracy Socjalistycznej (17 czerwca 1961)
- Order Lenina (sześciokrotnie – 1944, 1956, 1957, 1961, 1966 i 1971)
- Order Rewolucji Październikowej (1976)
- Order Wojny Ojczyźnianej II klasy (1945)
- Order Czerwonego Sztandaru Pracy (dwukrotnie – 1942 i 1949)
- Medal „Za pracowniczą dzielność” (1938)

I medale.